# Franz Kafka's It's a Wonderful Life
Franz Kafka's It's a Wonderful Life (de 1993) é um curta-metragem cômico filmado para a BBC Scotland. Foi escrito e dirigido por Peter Capaldi, e traz em seu elenco atores como Richard E. Grant interpretando Franz Kafka, e co-atores como Ken Stott.
O título é um jogo de palavras com o nome de Franz Kafka e o filme It's a Wonderful Life, dirigido por Frank Capra. O enredo conta a história do escritor tcheco Franz Kafka, e o seu famoso livro, A Metamorfose. Porém, ele anda sofrendo de um ininterrupto lapso de memória.
Em 1994, o filme ganhou o prêmio da BAFTA por Melhor Curta-Metragem.

## Elenco
- Richard E. Grant - Franz Kafka
- Crispin Letts - Gregor Samsa
- Ken Stott - Woland
- Elaine Collins - Cicely
- Phyllis Logan - Frau Bunofsky